# Doradca ds. bezpieczeństwa narodowego (Stany Zjednoczone)

Asystent prezydenta do spraw bezpieczeństwa narodowego (ang. Assistant to the President for National Security Affairs), potocznie znany jako doradca ds. bezpieczeństwa narodowego (National Security Advisor) – główny doradca prezydenta Stanów Zjednoczonych w szeroko rozumianych sprawach bezpieczeństwa narodowego.
W odróżnieniu np. od ambasadora przy ONZ czy szefa sztabu Białego Domu, nie posiada rangi członka gabinetu, więc jego nominacja nie musi być zatwierdzana przez Senat. Zasiada za to w Krajowej Radzie Bezpieczeństwa oraz należy do pracowników kancelarii prezydenta. W okresie kryzysów jego rola polega na informowaniu prezydenta na bieżąco o wydarzeniach z nim związanych.

## Rola i władza
Rola i faktyczne wpływy doradców były w historii bardzo różne, co było niejako kwestią indywidualną w każdym przypadku. Henry Kissinger, który pełnił tę funkcję w okresie prezydentury Richarda Nixona i Geralda Forda (1969–1974), uchodził, w opinii zdecydowanej większości zarówno „wtajemniczonych”, jak i opinii publicznej, za faktycznego architekta i kierownika amerykańskiej polityki zagranicznej (przyznawał to potem sam Nixon), podczas gdy sekretarz stanu William P. Rogers był pozbawionym wpływów figurantem. Zresztą w okresie od 1973 do 1974 łączył to stanowisko z urzędem sekretarza stanu.
Innym bardzo wpływowym doradcą był Zbigniew Brzeziński za rządów Jimmy’ego Cartera (1977–1981), który był ustawicznie skonfliktowany z dwoma sekretarzami stanu w tym okresie: Cyrusem Vance’em i Edmundem Muskiem na tle tego, do kogo należeć ma prymat w kształtowaniu polityki (jednak w przypadku Brzezińskiego nie uważano jednoznacznie, aby to któraś ze stron miała wyłącznie ów prymat).
Condoleezza Rice, pełniąca tę funkcję podczas pierwszej kadencji (2001–2005) George’a W. Busha, również uchodziła za jedną z najbardziej wpływowych osób w administracji w tym zakresie (obok wiceprezydenta Dicka Cheneya i sekretarza obrony Donalda Rumsfelda). W opinii wielu sekretarz stanu Colin Powell nie odgrywał w związku z tym faktycznej roli.

## Lista doradców ds. bezpieczeństwa narodowego
| Lp. | Doradca              | Okres     | Prezydent                       |
| --- | -------------------- | --------- | ------------------------------- |
| 1   | Robert Cutler        | 1953–1955 | Dwight D. Eisenhower            |
| 2   | Dillon Anderson      | 1955–1956 | Dwight D. Eisenhower            |
| –   | William Jackson      | 1956      | Dwight D. Eisenhower            |
| 3   | Robert Cutler        | 1957–1958 | Dwight D. Eisenhower            |
| 4   | Gordon Gray          | 1958–1961 | Dwight D. Eisenhower            |
| 5   | McGeorge Bundy       | 1961–1966 | John F. Kennedy, Lyndon Johnson |
| 6   | Walt Rostow          | 1966–1969 | Lyndon Johnson                  |
| 7   | Henry Kissinger      | 1969–1974 | Richard Nixon                   |
| 8   | Brent Scowcroft      | 1974–1977 | Gerald Ford                     |
| 9   | Zbigniew Brzeziński  | 1977–1981 | Jimmy Carter                    |
| 10  | Richard V. Allen     | 1981–1982 | Ronald Reagan                   |
| –   | James W. Nance       | 1981-1982 | Ronald Reagan                   |
| 11  | William P. Clark Jr. | 1982–1983 | Ronald Reagan                   |
| 12  | Robert McFarlane     | 1983–1985 | Ronald Reagan                   |
| 13  | John Poindexter      | 1985–1986 | Ronald Reagan                   |
| 14  | Frank Carlucci       | 1986–1987 | Ronald Reagan                   |
| 15  | Colin Powell         | 1987–1989 | Ronald Reagan                   |
| 16  | Brent Scowcroft      | 1989–1993 | George H.W. Bush                |
| 17  | Anthony Lake         | 1993–1997 | Bill Clinton                    |
| 18  | Sandy Berger         | 1997–2001 | Bill Clinton                    |
| 19  | Condoleezza Rice     | 2001–2005 | George W. Bush                  |
| 20  | Stephen Hadley       | 2005–2009 | George W. Bush                  |
| 21  | James L. Jones       | 2009–2010 | Barack Obama                    |
| 22  | Thomas E. Donilon    | 2010–2013 | Barack Obama                    |
| 23  | Susan Rice           | 2013–2017 | Barack Obama                    |
| 24  | Michael T. Flynn     | 2017      | Donald Trump                    |
| –   | Keith Kellogg        | 2017      | Donald Trump                    |
| 25  | H.R. McMaster        | 2017-2018 | Donald Trump                    |
| 26  | John R. Bolton       | 2018      | Donald Trump                    |
| –   | Charles Kupperman    | 2019      | Donald Trump                    |
| 27  | Robert O’Brien       | 2019-2021 | Donald Trump                    |
| 28  | Jake Sullivan        | 2021–2025 | Joe Biden                       |
| 29  | Michael Waltz        | 2025–     | Donald Trump                    |